# Donatas Rumšas
Donatas Rumšas (Palanga, 21 marzo 1988) è un arbitro di calcio lituano.

## Carriera
Il 17 agosto 2011 esordisce nel massimo campionato della Lituania, A lyga, arbitrando Banga Gargždai-Klaipėda (3-1). Nella sua prima stagione in A lyga dirige 5 partite.
Dopo diverse partite arbitrate in Lituania, il 13 settembre 2015 viene chiamato a dirigere una partita del massimo campionato della Lettonia, la Virsliga, ovvero Spartaks Jūrmala-Skonto (1-3). L'anno seguente dirige un altro incontro in Virsliga, ma soprattutto due partite delle qualificazioni al campionato europeo di calcio Under-17 e una delle qualificazioni a quello Under-21. Nel 2016 centra anche l'esordio in una competizione UEFA, arbitrando un incontro valido per le qualificazioni all'Europa League. Dirige anche 4 incontri nel campionato europeo di calcio Under-17 2017.
Il 17 luglio 2019 esordisce nelle qualificazioni della Champions League, arbitrando l'incontro del primo turno Ludogorec-Ferencváros (2-3).
Il 29 ottobre 2020 esordisce nella fase a gironi di una competizione UEFA, arbitrando Omonia Nicosia-PSV (1-2). La stagione seguente esordisce nella fase a gironi di Champions League, arbitrando Šachtar-Sheriff Tiraspol (1-1).
Tra le 30 partite arbitrate nella stagione 2022/2023 c'è la finale della Lietuvos Taurė.
Il 23 aprile 2024 la UEFA lo ha convocato per il campionato d'Europa 2024 in Germania, insieme al collega Aleksandr Radius, nel ruolo di quarto ufficiale o riserva di assistente arbitrale.